# After the War
Alien Syndrome is een computerspel dat werd ontwikkeld en uitgegeven door Dinamic Software. Het spel werd uitgebracht in 1989 voor een aantal homecomputers. Het verhaal speelt zich af in het jaar 2019 na een kernoorlog. De bedoeling van het spel is met Jonathan Rogers, ook wel Jungle Rogers, via de straten van Manhattan het platform XV-238 te bereiken. 
In Spanje is ook een arcade-versie van dit spel uitgegeven.

## Ontvangst
| Beoordeeld door  | Platform     | Datum            | Score |
| ---------------- | ------------ | ---------------- | ----- |
| Computer Emuzone | ZX Spectrum  | 1 september 1999 | 90%   |
| Your Sinclair    | ZX Spectrum  | december 1989    | 71%   |
| Amiga Joker      | Amiga        | maart 1990       | 61%   |
| Zzap!            | Amiga        | april 1990       | 61%   |
| Zzap!            | Commodore 64 | april 1990       | 43%   |